# 贾汝舟
贾汝舟，元朝政治人物。

## 生平
接替石从愿任松江府知府一职，由季禄儿接任。